# Anjeux
Anjeux est une commune française située dans le département de la Haute-Saône, en Franche-Comté, dans la région administrative Bourgogne-Franche-Comté.

## Géographie

### Communes limitrophes
| Dampvalley-Saint-Pancras | Cuve       |                                  |
| Girefontaine             | Anjeux     | Bouligney Saint-Loup-sur-Semouse |
| Jasney                   | Plainemont | La Pisseure                      |

### Hydrographie
Le Planey prend sa source dans la commune, dans une masse de roches calcaires dolomitiques formée au trias moyen. Son eau, qui sort de la source à 11°, est impropre à la consommation, car très chargée en sels, carbonate de calcium, sulfates de calcium et surtout de magnésium, ce qui la rend laxative.
Le ru du Chanoy et celui du Durgeon s’écoulent à travers les habitations.

### Climat
Pour des articles plus généraux, voir Climat de la Bourgogne-Franche-Comté et Climat de la Haute-Saône.
En 2010, le climat de la commune est de type climat des marges montargnardes, selon une étude du Centre national de la recherche scientifique s'appuyant sur une série de données couvrant la période 1971-2000. En 2020, Météo-France publie une typologie des climats de la France métropolitaine dans laquelle la commune est exposée à un climat semi-continental et est dans la région climatique Lorraine, plateau de Langres, Morvan, caractérisée par un hiver rude (1,5 °C), des vents modérés et des brouillards fréquents en automne et hiver.
Pour la période 1971-2000, la température annuelle moyenne est de 10 °C, avec une amplitude thermique annuelle de 17,3 °C. Le cumul annuel moyen de précipitations est de 967 mm, avec 12,9 jours de précipitations en janvier et 9,8 jours en juillet. Pour la période 1991-2020, la température moyenne annuelle observée sur la station météorologique de Météo-France la plus proche, « Aillevillers », sur la commune d'Aillevillers-et-Lyaumont à 11 km à vol d'oiseau, est de 10,6 °C et le cumul annuel moyen de précipitations est de 1 175,0 mm. 
La température maximale relevée sur cette station est de 40,6 °C, atteinte le 25 juillet 2019 ; la température minimale est de −23,5 °C, atteinte le 6 janvier 1985,,.
Les paramètres climatiques de la commune ont été estimés pour le milieu du siècle (2041-2070) selon différents scénarios d'émission de gaz à effet de serre à partir des nouvelles projections climatiques de référence DRIAS-2020. Ils sont consultables sur un site dédié publié par Météo-France en novembre 2022.

## Urbanisme

### Typologie
Au 1er janvier 2024, Anjeux est catégorisée commune rurale à habitat dispersé, selon la nouvelle grille communale de densité à sept niveaux définie par l'Insee en 2022.
Elle est située hors unité urbaine. Par ailleurs la commune fait partie de l'aire d'attraction de Saint-Loup-sur-Semouse, dont elle est une commune de la couronne,. Cette aire, qui regroupe 10 communes, est catégorisée dans les aires de moins de 50 000 habitants,.

### Occupation des sols
L'occupation des sols de la commune, telle qu'elle ressort de la base de données européenne d’occupation biophysique des sols Corine Land Cover (CLC), est marquée par l'importance des territoires agricoles (57,1 % en 2018), une proportion identique à celle de 1990 (57,1 %). La répartition détaillée en 2018 est la suivante : 
prairies (43,6 %), forêts (40 %), zones agricoles hétérogènes (13,5 %), zones urbanisées (2,9 %). L'évolution de l’occupation des sols de la commune et de ses infrastructures peut être observée sur les différentes représentations cartographiques du territoire : la carte de Cassini (XVIIIe siècle), la carte d'état-major (1820-1866) et les cartes ou photos aériennes de l'IGN pour la période actuelle (1950 à aujourd'hui).

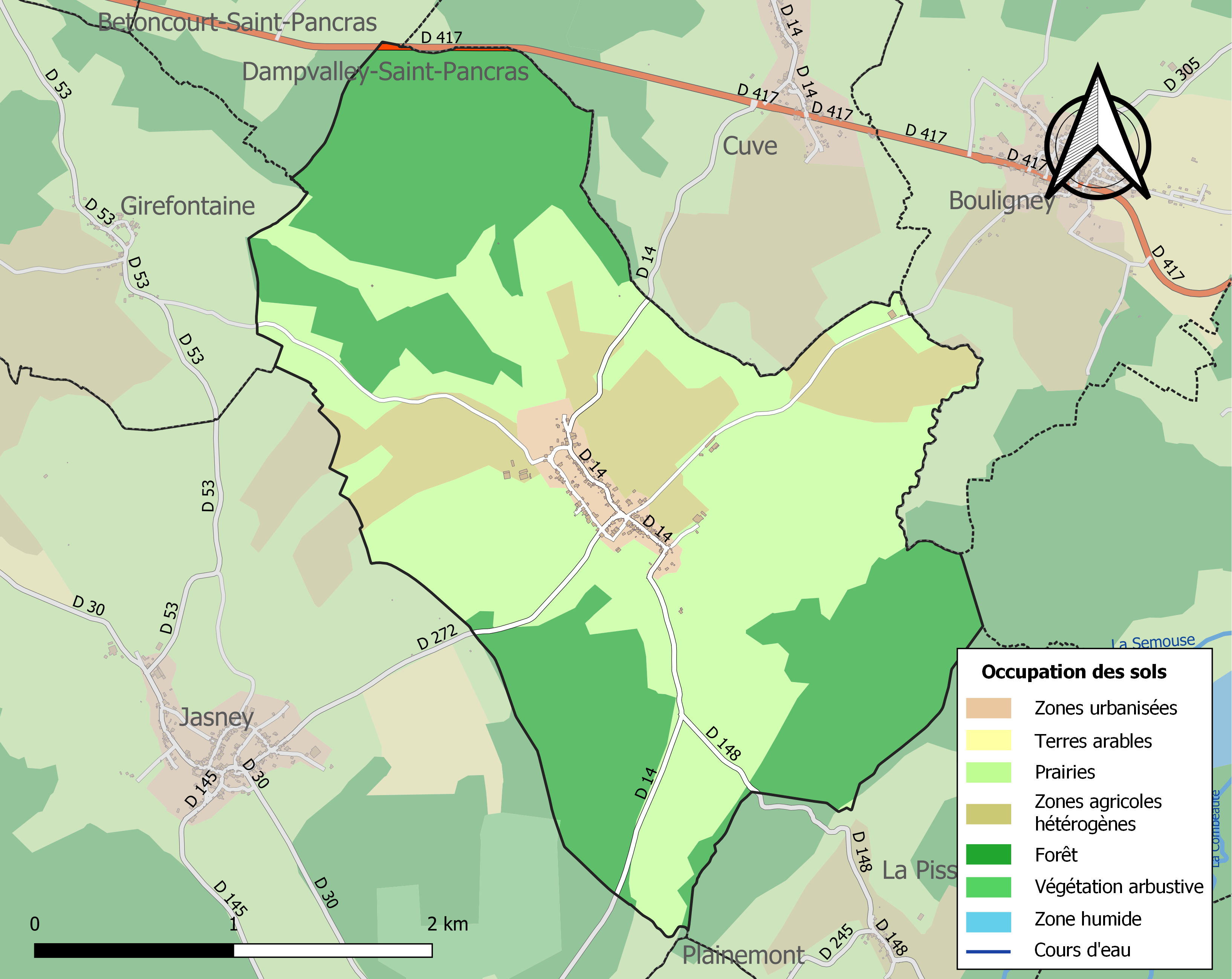
Carte des infrastructures et de l'occupation des sols de la commune en 2018 (CLC).

## Histoire
Le village fut un haut lieu de la sorcellerie aux XVe et XVIe siècles : en effet, pendant la crise de 1627-1632, la justice franc-comtoise mène plus de 170 procès, dont environ 53 % proviennent de la terre de Luxeuil, et particulièrement des villages d'Anjeux, de Bouligney et Cuve. Cette crise débute par l'arrestation de Deslotte Colley d'Anjeux, à la suite de diverses rumeurs du village. Puis, après l'arrestation de quatre femmes de Cuve, celles-ci dénoncent, pendant leurs interrogatoires nombre d'individus provenant d'Anjeux, alors que les délations extérieures étaient alors très rares ou se limitaient au même village. Consécutivement à ces arrestations, les habitants d'Anjeux requièrent de leurs propres initiatives le bailli de Luxeuil de venir en leur village afin d'instruire contre des personnes suspectées, chose extraordinaire dans la province. D'autres sorciers d'Anjeux sont mentionnés dans Sorcières, diables et bûchers en Franche-Comté de Brigitte Rochelandet, comme Guillaume Colas, accusé par deux de ses filles et un fils de 14, 8 et 7 ans, Nicole Colas qui raconte « avoir esté connue par six hommes » c'est-à-dire avoir connu des relations sexuelles pendant un sabbat, et Jeanne Boudot qui dénonça sa cousine de 14 ans et sa tante[réf. nécessaire]. Deux sites sur la commune furent cités comme des lieux de sabbat : la source du Planey et la plaine de Chantereine.
Le village abritait une fonderie dont le fonctionnement fut stoppé au XXe siècle[réf. nécessaire].

## Politique et administration

Carte départementale montrant en rouge les communes de la communauté de communes de la Haute Comté.

### Rattachements administratifs et électoraux
La commune fait partie de l'arrondissement de Vesoul du département de la Haute-Saône, en région Bourgogne-Franche-Comté. Pour l'élection des députés, elle dépend de la deuxième circonscription de la Haute-Saône.
Elle faisait partie depuis 1801 du canton de Vauvillers. Dans le cadre du redécoupage cantonal de 2014 en France, la commune est désormais rattachée au canton de Port-sur-Saône.

### Intercommunalité
La commune fait partie  de la communauté de communes de la Haute Comté, créée le 1er janvier 2014 et qui succède à trois petites intercommunalités.

### Liste des maires

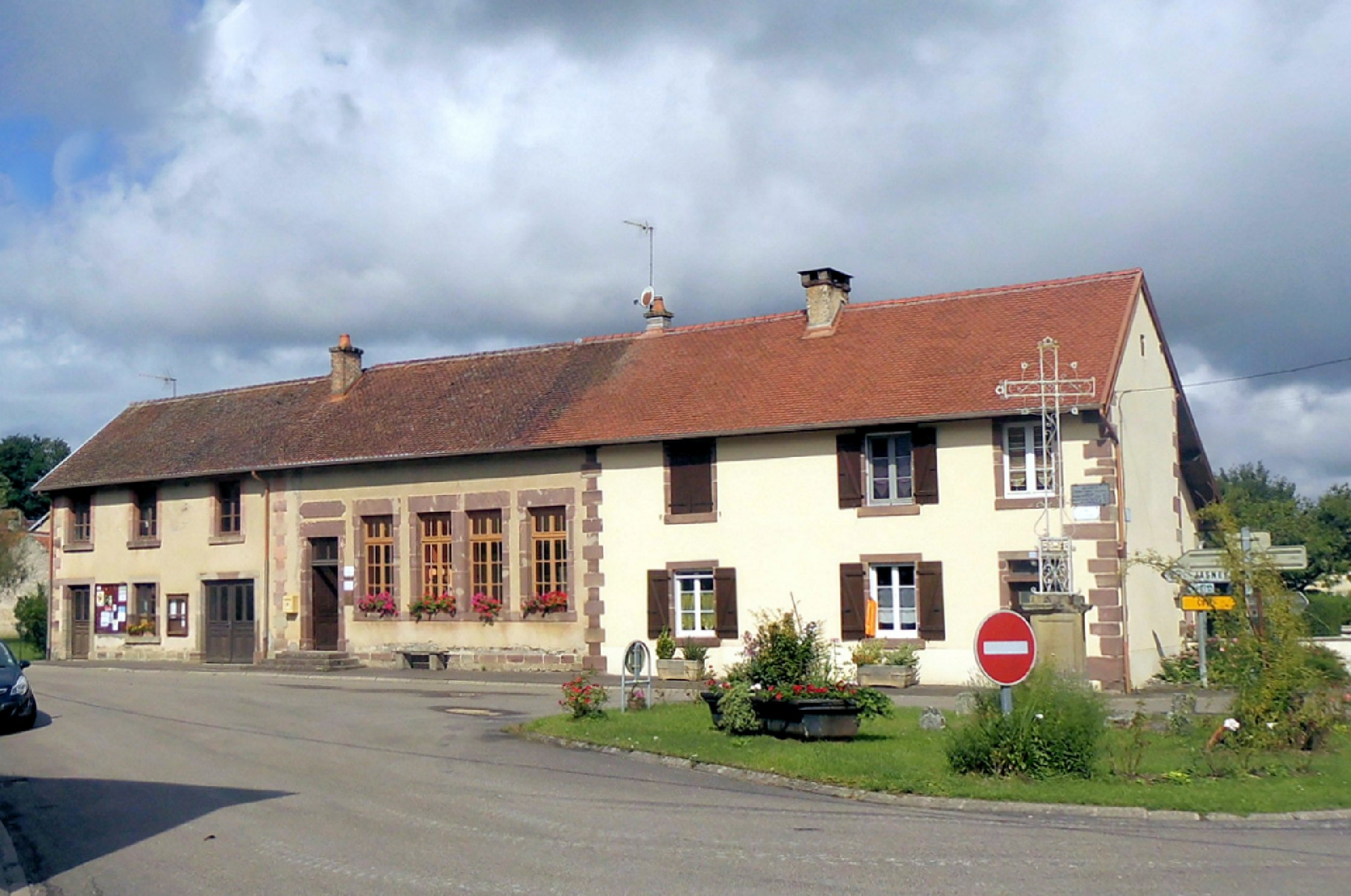
L'ancienne mairie-école

| Période   | Période                   | Identité           | Étiquette | Qualité |
| --------- | ------------------------- | ------------------ | --------- | --- |
| 1971      | mars 2001                 | Jean Reyboz        | DVD-UDF   | Conseiller général du canton de Vauvillers (1976-2001) Président du Conseil général de la Haute-Saône (1982 → 1989 et 2001) |
| mars 2001 | mars 2014                 | Élisabeth Touffu   |           | |
| mars 2014 | En cours (au 4 juin 2020) | Sylvain Petitgenet |           | Chef d'entreprise Réélu pour le mandat 2020-2026                                                                            |

## Population et société

### Démographie
L'évolution du nombre d'habitants est connue à travers les recensements de la population effectués dans la commune depuis 1793. Pour les communes de moins de 10 000 habitants, une enquête de recensement portant sur toute la population est réalisée tous les cinq ans, les populations de référence des années intermédiaires étant quant à elles estimées par interpolation ou extrapolation. Pour la commune, le premier recensement exhaustif entrant dans le cadre du nouveau dispositif a été réalisé en 2008.

En 2022, la commune comptait 144 habitants, en évolution de +0,7 % par rapport à 2016 (Haute-Saône : −1,4 %, France hors Mayotte : +2,11 %).
| 1793 | 1800 | 1806 | 1821 | 1831 | 1836 | 1841 | 1846 | 1851 |
| ---- | ---- | ---- | ---- | ---- | ---- | ---- | ---- | ---- |
| 436  | 434  | 449  | 451  | 469  | 477  | 480  | 463  | 495  |

| 1856 | 1861 | 1866 | 1872 | 1876 | 1881 | 1886 | 1891 | 1896 |
| ---- | ---- | ---- | ---- | ---- | ---- | ---- | ---- | ---- |
| 402  | 462  | 454  | 446  | 434  | 412  | 417  | 383  | 339  |

| 1901 | 1906 | 1911 | 1921 | 1926 | 1931 | 1936 | 1946 | 1954 |
| ---- | ---- | ---- | ---- | ---- | ---- | ---- | ---- | ---- |
| 348  | 334  | 318  | 281  | 273  | 251  | 232  | 185  | 192  |

| 1962 | 1968 | 1975 | 1982 | 1990 | 1999 | 2006 | 2008 | 2013 |
| ---- | ---- | ---- | ---- | ---- | ---- | ---- | ---- | ---- |
| 164  | 191  | 160  | 151  | 167  | 165  | 165  | 165  | 143  |

| 2018 | 2022 | - | - | - | - | - | - | - |
| ---- | ---- | - | - | - | - | - | - | - |
| 145  | 144  | - | - | - | - | - | - | - |

### Équipements
La mairie est aménagée en 2016 dans l'ancienne école située au centre du village.

## Culture locale et patrimoine

### Lieux et monuments

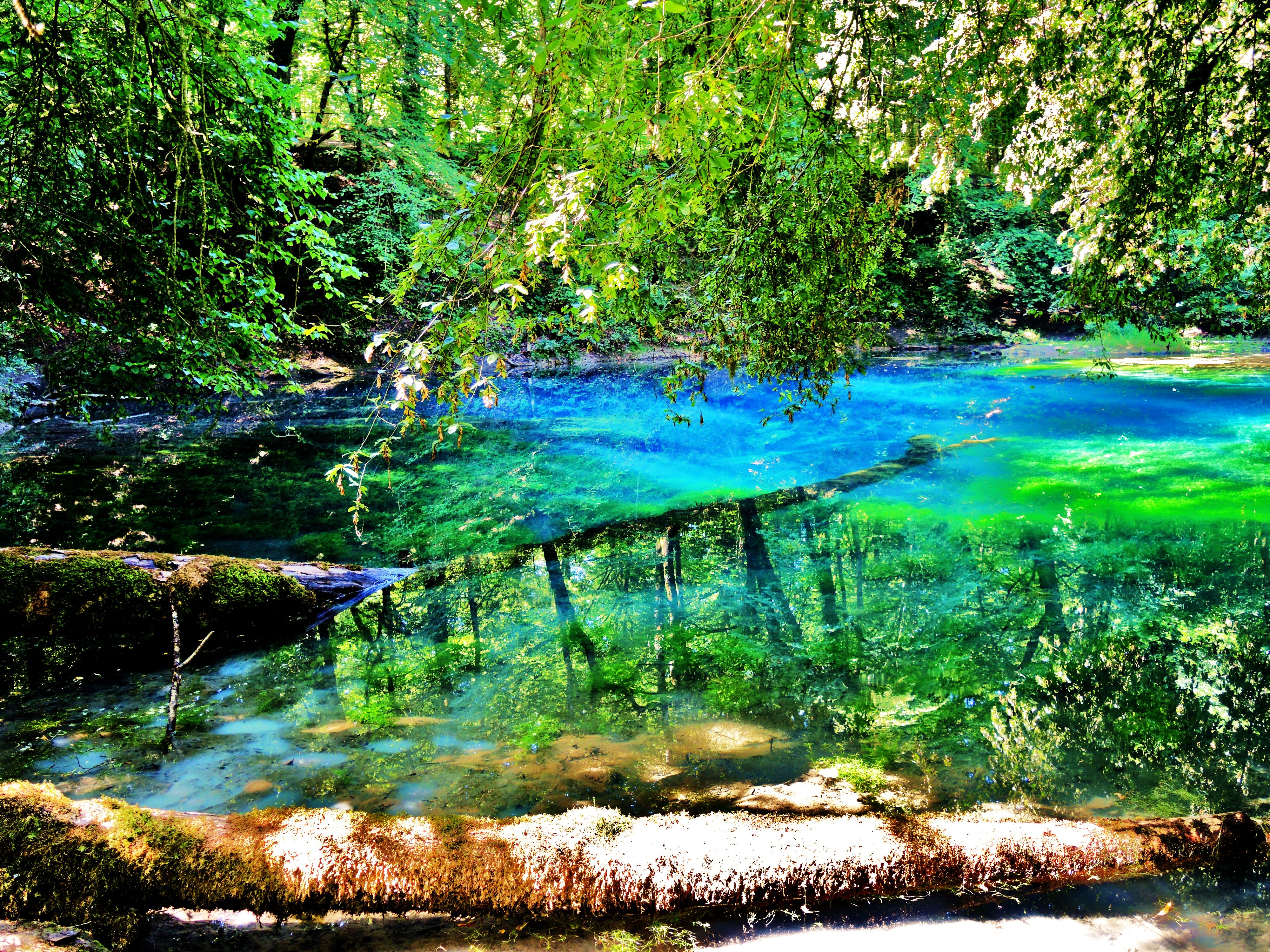
Source du Planey

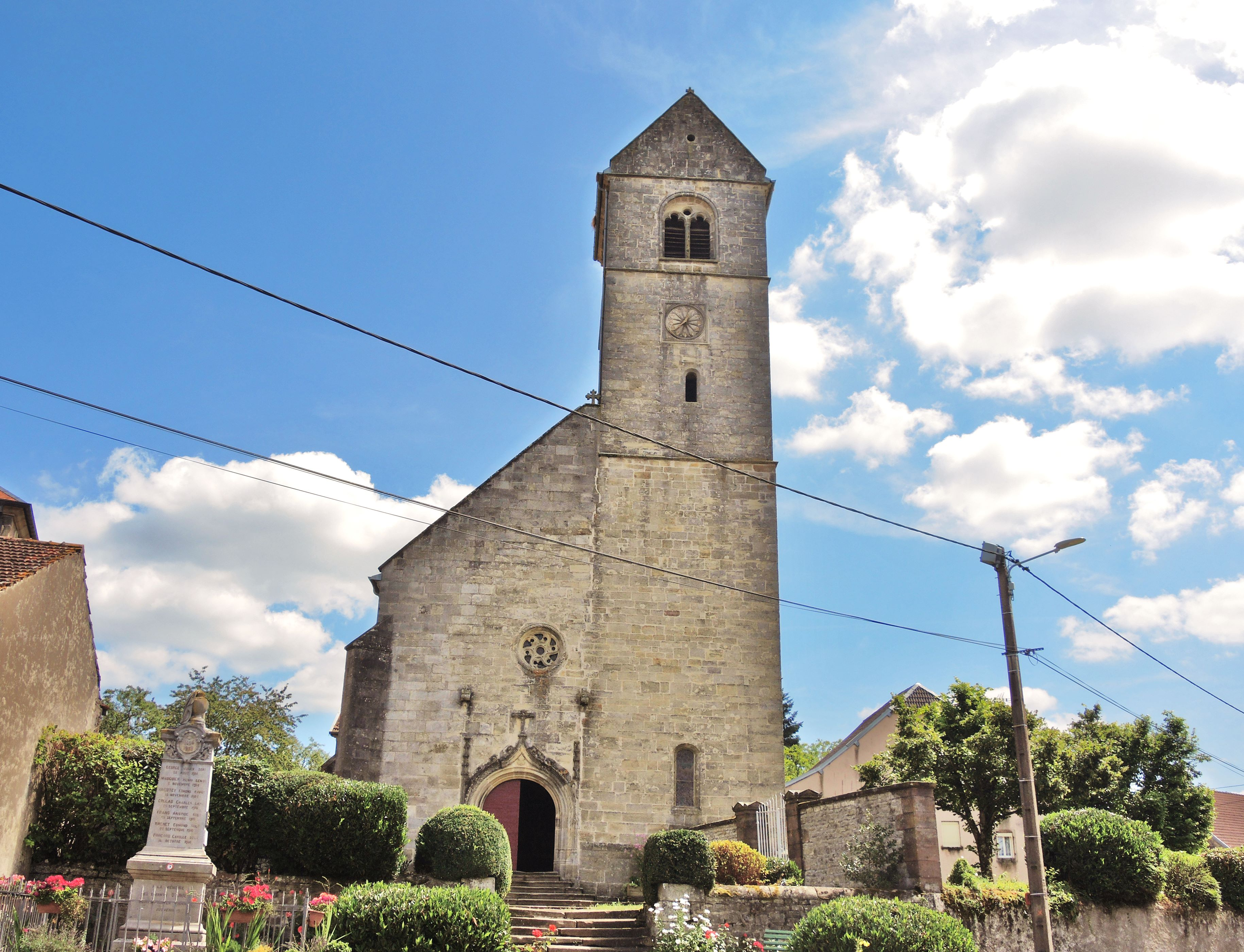
Église saint Rémi

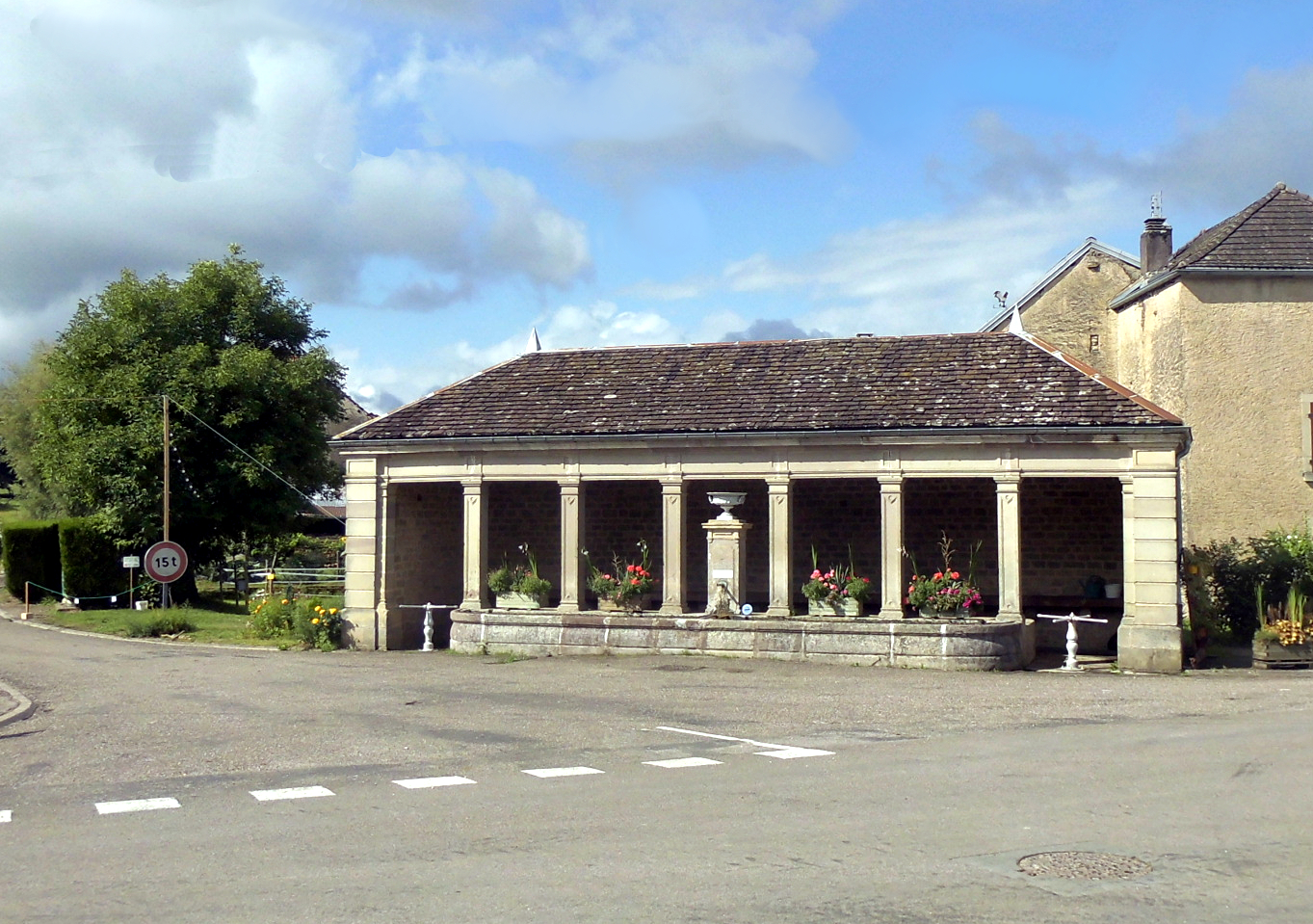
Le lavoir

- Source du Planey (promenade à faire dans une belle forêt de chênes) : résurgence de la Semouse.
- Château de la Sarazinnière : ruines d'un château fort.
- Église Saint-Remi, flamboyante, du XVe siècle (avec une modification au XVIIIe siècle).
- La voie romaine qui menait le voyageur de Luxeuil-les-Bains à Langres et qui passait notamment sur les territoires de Saint-Loup-sur-Semouse, Corre, Jonvelle et Bourbonne. La voie passe tout près d'ailleurs de la « Sarazinnière ».

### Personnalités liées à la commune
Jean Reyboz, maire d'Anjeux avant Mme Touffu. M. Reyboz a été président de conseil général de la Haute-Saône.

### Héraldique
| Blason de Anjeux | Blason  | Tranché: au 1er de gueules à trois lièvres d’argent accolés par les oreilles en cercle, au 2e d'argent à la tête tricéphale de carnation mitrée d'azur; le tout sommé d'un chef d'or chargé d'une fasce ondée d'azur. |
| Blason de Anjeux | Détails | Le statut officiel du blason reste à déterminer. |